# 389

389(삼백팔십구)는 388보다 크고 390보다 작은 자연수다.

## 수학
- 77번째 소수(素數)다. 앞의 소수는 383, 다음 소수는 397이다.
  - 베르누이 수의 분자 {\displaystyle B_{200}}을 나눌 수 있는 비정규 소수다.
- 피타고라스 삼조의 빗변의 길이이다. ({\displaystyle 189^{2}+340^{2}=389^{2}})[a]
- {\displaystyle 389=10^{2}+17^{2}}
  - 서로 다른 두 자연수의 제곱합으로 나타낼 수 있는 수다.

## 과학
- NGC 389(영어판): 안드로메다자리 방향에 있는 렌즈형 은하.

## 교통
- 일본 389번 국도(일본어판): 후쿠오카현 오무타시에서 가고시마현 아쿠네시까지 이어지는 일본의 국도.
- 현도 제389호선

## 군사
- U-389(영어판): 제2차 세계 대전에 사용된 나치 독일의 군용 잠수함.

## 문화유산
- 대한민국의 보물 제389호: 양주 회암사지 무학대사탑 앞 쌍사자 석등
- 대한민국의 사적 제389호: 파주 가월리와 주월리 유적

## 기타
- 연도: 389년, 기원전 389년